# Stigmatura
Stigmatura és un gènere d'ocells de la família dels tirànids (Tyrannidae). Agrupa tres espècies originàries d'Amèrica del Sud, on es distribueixen des de l'est de l'Equador fins al nord-est del Brasil, i fins al nord de la Patagònia argentina. Als seus membres se'ls coneix pel nom vulgar de tiranet.

## Característiques
Formen un grup ben distingit d'atractius i esvelts tirànids amb llargues cues graduades, mesurant entre 13,5 i 15 cm de longitud. Es distribueixen en matolls de diversos tipus.

## Etimologia
El nom genèric Stigmatura es compon de les paraules del grec antic «stigma, stigmatos» que significa “punt”, “taca”, i «oura» que significa “cua”.

## Taxonomia
Alguns autors, com Ridgely & Tudor (2009), consideren les subespècies S. napensis bahiae i S. budytoides gracilis que es distribueixen en les caatingues del nord-est brasiler, com a espècies separades, a causa de diferències morfològiques i de vocalització amb les respectives espècies nominals. Tanmateix, això no era seguit per la majoria de les classificacions, com el Comitè de Classificació de Sud-amèrica (SACC).
Més recentment el Manual del Ocells del Món (HBW) i Birdlife International (BLI) van considerar a Stigmatura bahiae com una espècie separada amb base en la gran distància geogràfica de la nominal, diferències de vocalització i diferències menors de plomatge; el que va ser seguit per les principals classificacions.
Els amplis estudis genètic-moleculars realitzats per Tello et al. (2009) van descobrir una quantitat de relacions noves dins de la família Tyrannidae que encara no estan reflectides en la majoria de les classificacions. Seguint aquests estudis, Ohlson et al. (2013) van proposar dividir Tyrannidae en cinc famílies. Segons l'ordenament proposat, Stigmatura roman en Tyrannidae, en una subfamília Elaeniinae (Cabanis & Heine, 1859-60), en una tribu Euscarthmini (Ihering, 1904), al costat de Zimmerius, Inezia, Euscarthmus, Ornithion, part de Phyllomyias, Camptostoma i Mecocerculus (excloent-hi Mecocerculus leucophrys).
Segons la Classificació del Congrés Ornitològic Internacional (versió 14.2, 2024) aquest gènere està format per tres espècies:
- Stigmatura napensis - tiranet cuallarg petit.
- Stigmatura budytoides - tiranet cuallarg gros.
- Stigmatura bahiae - tiranet cuallarg de Bahia.